# Чалыклинское муниципальное образование
Чалыклинское сельское поселение — муниципальное образование в составе Озинского района Саратовской области. Административный центр — посёлок Модин. На территории поселения находятся 4 населённых пункта — 1 посёлок, 2 хутора, 1 железнодорожная станция.

## Население
| 2010 | 2011 | 2012 | 2013 | 2014 | 2015 | 2016 |
| ---- | ---- | ---- | ---- | ---- | ---- | ---- |
| 705  | ↘701 | ↘674 | ↘638 | ↘608 | ↗613 | ↘605 |
| 2017 | 2018 | 2019 | 2020 | 2021 |      |      |
| ↘572 | ↘537 | ↗539 | ↘514 | ↘463 |      |      |

## Состав сельского поселения
| № | Населённый пункт | Тип населённого пункта          | Население |
| - | ---------------- | ------------------------------- | --------- |
| 1 | Миллерский       | хутор                           | ↘87       |
| 2 | Модин            | посёлок, административный центр | ↘618      |
| 3 | Светлый Путь     | хутор                           | ↘0        |
| 4 | Чалыкла          | посёлок при станции             | ↘0        |

## Известные люди
16 сентября 1900 года в посёлке Чалыкла в семье путевого обходчика родился Ива́н Ива́нович Ма́сленников (1900 — 1954) — советский военачальник, генерал армии (1944). Герой Советского Союза (8 сентября 1945).
Указом Президиума Верховного Совета СССР от 11 января 1957 года «За заслуги в освоении целинных и залежных земель, успешное проведение уборки урожая и хлебозаготовки в 1956 году» орденами Ленина были награждены Григорьев Иван Николаевич - тракторист совхоза «Чалыклинский» и Исаев Иван Христофорович - комбайнер совхоза «Чалыклинский».
Бригадир семеноводческой бригады совхоза «Чалыклинский» Михаил Павлович Новиков за получение высоких урожаев был награжден орденами Ленина, Октябрьской Революции и Трудового Красного Знамени.